# Brevipalpus quercicolus
Brevipalpus quercicolus är en spindeldjursart som beskrevs av De Leon 1960. Brevipalpus quercicolus ingår i släktet Brevipalpus och familjen Tenuipalpidae. Inga underarter finns listade.